# (181748) 1996 DC2
1996 دي سي 2 (ويعرف أيضًا باسم (181748) 1996 دي سي 2 وفق تسمية الكوكب الصغير) (بالإنجليزية: 1996 DC2)‏ هو كويكب ضمن حزام الكويكبات؛ وترتيبه 181748 من حيث الاكتشاف.
اكتُشف هذا الجُرم الفلكي بواسطة روبرت إتش ماكنوت في 26 فبراير 1996.

## وصلات خارجية
- (181748) 1996 DC2 في قاعدة بيانات مختبر الدفع النفاث لأجرام النظام الشمسي الصغيرة

- الاكتشاف · مخطط المدار ·  العناصر المدارية · المعلمات المادية

- (181748) 1996 DC2 على موقع ويكي سكاي: DSS2, SDSS, GALEX, IRAS, Hydrogen α, X-Ray, Astrophoto, Sky Map, Articles and images